# 1547

## أحداث
- تأسيس مدينة توكوييتو [الإنجليزية] وتقع حاليا في فنزويلا.
- تأسيس مدينة إيرابواتو وتقع حاليا في المكسيك.
- 16 يناير - إيفان الرابع دوق موسكوفيا الأكبر يصبح أول قيصر على روسيا، وبهذا يستبدل دوقية موسكو بعد 264 عاما من وجودها بروسيا القيصرية

## مواليد
- ميغيل دي ثيربانتس
- نيكولاس هيليارد
- جلال الدين أكبر، أحد السلاطين المغول الذين حكموا الهند.

## وفيات
- فرانسوا الأول
- هرنان كورتيس
- هنري الثامن ملك إنجلترا